# 藤井義晴
藤井 義晴（ふじい よしはる、1955年（昭和30年）- ）は、日本の農学者。アレロパシーに関する研究で知られる。

## 略歴
1955年、兵庫県加古川市に生まれる。加古川東高等学校を経て京都大学農学部を卒業後、同大学院農学研究科へと進むが博士課程で中退した。農林水産省農業技術研究所、改組後の農業環境技術研究所、四国農業試験場、独立行政法人 農業環境技術研究所などで研究員を務め、また人事院では事務官を併任した。1992年（平成4年）に論文『アレロパシー検定法の確立と作用物質の機能』により京都大学から農学博士の学位を取得した。
研究業務の傍ら、2007年（平成19年）からは東京農業大学国際バイオビジネス学科において客員教授として教鞭を執るようになり、また、同大学院博士課程指導教授となった。2011年（平成23年）、東京農工大学農学研究科へ教授として赴任、その後は同大学院農学研究院の教授、卓越教授も務めている。同職中は各校への出講を重ね、2012年（平成24年）から2016年（平成28年）にかけて日本大学生物資源科学部非常勤講師、2014年（平成26年）から2015年（平成27年）にかけて北海道大学農学部客員教授、2016年から2017年（平成29年）にかけて東京大学大学院農学生命科学研究科非常勤講師、2017年に明治大学農学部兼任講師、2018年（平成30年）に九州大学先導物質化学研究所客員教授を兼ねた。 2020年（令和2年）4月、東京農工大学で名誉教授となってからは、特任教授として同大学院の農学研究院において指導している。

## 研究
植物のアレロパシー（他感作用）、外来植物のリスク評価及びその利用、被覆植物の利用研究を専門としており、様々な植物のアレロパシー活性の有無を調査し、アレロケミカルについて研究・解析を行った。藤井らの研究グループにより、ヘアリーベッチのアレロケミカルがシアナミドであることが発見された。また、これらの研究成果を周知するとともに、アレロパシー活性のある植物を用いた農業への導入を唱えている。

## 受賞
- 2009年（平成21年）4月6日 - 文部科学大臣表彰 科学技術賞（研究部門）「植物のアレロパシー現象とその作用物質の解明に関する研究」に対して[9]

受賞概要
新たな４つの生物検定法を開発、これを用いて約4,000種の植物を検定してアレロパシー現象の効果を経路ごとに評価。ムクナ、ヘアリーベッチなどが強いアレロパシー活性を持ち、これらに雑草抑制作用があることを明白にした。ムクナからはL-ドーパを同定、ヘアリーベッチからはシアナミドを天然物として世界に先駆けて発見。9種の新規生理活性物質を発見し特許を取得など。
- 2014年（平成26年）8月1日 - 国際アレロパシー学会 モーリッシュ賞[10]
- 2019年（平成31年）4月20日 - 日本雑草学会賞 業績賞「アレロパシー研究の推進による雑草学への貢献」に対して[11][12]

受賞概要
アレロパシーの検知に対する特異的な検定法の確立、並びに世界各地の植物の活性の評価。ナガミヒナゲシなどのリスクの高い植物の強いアレロパシー活性の発見。全活性法と呼ばれる新たな分析法を考案、新規物質を含んだ多くのアレロケミカルを同定など。

## 主な著作
著作の一部はデジタル化され、国立国会図書館デジタルコレクションなどで公開されている
- 『畦畔と圃場に生かすグラウンドカバープランツ : 雑草抑制・景観改善・農地保全の新技術』（有田博之 共編、農山漁村文化協会、1998年）ISBN 4-540-98048-3 doi:10.11501/14335337
- 『アレロパシー : 他感物質の作用と利用〈自然と科学技術シリーズ〉』 （農山漁村文化協会 2000年） ISBN 4-540-92225-4 doi:10.11501/14338305
- 『植物たちの静かな戦い : 化学物質があやつる生存競争〈DOJIN選書, 71〉』 （化学同人 2016年）国立国会図書館書誌ID:027528465 ISBN 978-4-7598-1671-6
- 『ヘンな名前の植物 : ヘクソカズラは本当にくさいのか』 （化学同人 2019年）ISBN 978-4-7598-1989-2
  - 『ヘクソカズラは本当にくさいのか 増補版』 2025年 ISBN 978-4-7598-2517-6
- 『植物たちの生き残り大作戦 : おもしろ図鑑』 （新星出版社 2020年）ISBN 978-4-405-07307-4

### 論文
- 国立情報学研究所収録論文 国立情報学研究所